# غوريان
غوريان هي مدينة ومركز إداري لمنطقة غوريان ضمن ولاية هرات، أفغانستان. يبلغ عدد سكانها أكثر من 54000 نسمة. تقع جنوب نهر هري على طول طريق مشهد - هرات السريع.